# Västerhaninge församling (Jesu Kristi Kyrka av Sista Dagars Heliga)
Västerhaninge församling är en församling av Jesu Kristi Kyrka av Sista Dagars Heliga i Haninge kommun. Möteslokal är Västerhaninge kapell bredvid Templet i Stockholm. Församlingen tillhör Stockholms södra stav. 